# (500180) 2012 FC49
(500180) 2012 FC49 es un asteroide perteneciente al cinturón de asteroides, descubierto el 22 de febrero de 2012 por el equipo del Spacewatch desde el Observatorio Nacional de Kitt Peak, Arizona, Estados Unidos.

## Designación y nombre
Designado provisionalmente como 2012 FC49.

## Características orbitales
2012 FC49 está situado a una distancia media del Sol de 2,392 ua, pudiendo alejarse hasta 2,669 ua y acercarse hasta 2,115 ua. Su excentricidad es 0,115 y la inclinación orbital 7,098 grados. Emplea 1351,84 días en completar una órbita alrededor del Sol.

## Características físicas
La magnitud absoluta de 2012 FC49 es 18,1.